# Bombus fragrans
Bombus fragrans es una especie de abejorro. 
Este abejorro es el más grande de Europa y se distribuye de forma nativa en estepas rusas y ucranianas. Esta especie está gravemente amenazada debido a la intensificación de la agricultura, la cual está destruyendo su hábitat natural. Hoy en día su población se ha reducido un 50%.[¿cuándo?]

## Descripción
Es un abejorro relativamente grande, de color amarillo pálido. Su cabeza es negra, el tórax está dividido por una raya negra que lo atraviesa por la parte superior uniendo las bases de sus alas. Su tórax está dividido a su vez, igualmente por la parte superior por finas rayas negras.